# Krigsåret 1930

## Pågående krig
- Andra italiensk-sanusiska kriget 1923-1931

## Händelser

### November
- 3 - Efter en militärkupp i Brasilien utses Getúlio Dorneles Vargas till landets president.

## Födda
- 24 januari – Kjell Laugerud, guatemalansk officer och president.
- 12 juni – Son Sen, kambodjansk försvarsminister.

## Avlidna
- 6 mars - Alfred von Tirpitz, 80, tysk storamiral.
- 16 mars - Miguel Primo de Rivera, 60, spansk general och politiker.